# 222 (liczba)
222 (dwieście dwadzieścia dwa) – liczba naturalna następująca po 221 i poprzedzająca 223.

## W matematyce
- 222 to liczba złożona
- 222 to liczba sfeniczna[1]
- 222 to liczba Nivena[2]
- 222 to suma dwóch kolejnych liczb pierwszych[3] 
{\displaystyle 222=109+113}

## W astronomii
- planetoida (222) Lucia
- gromada otwarta NGC 222
- kometa 222P/LINEAR